# 桜井和寿
桜井 和寿（さくらい かずとし、1970年〈昭和45年〉3月8日 - ）は、日本のシンガーソングライター。ロックバンドMr.Childrenでボーカル・ギターを担当。本名および別名義は、櫻井 和寿（読み同じ）。
東京都練馬区出身。エンジン所属。アマチュア時代からMr.Childrenの楽曲のほぼ全ての作詞、作曲を手掛ける。Bank Band（本名名義）のボーカル・ギターも担当し、2017年からはコンセプトを変更したReborn-Art Session（本名名義）のボーカルとしても活動。また、GAKU-MCとのユニットウカスカジーのボーカルも担当。

## 経歴

### メジャー・デビューまで
- 1983年
  - 中学2年の時、姉からギターを譲り受け独学で習得[4]。
- 1984年
  - 中学3年、文化祭の時に初めてバンドを結成、バンドデビューを果たす[4]。
- 1985年
  - 4月、関東高校（現聖徳学園高校）に入学。田原健一、中川敬輔らと共に軽音楽部内にバンド・Beatnikを結成。
  - 12月、初のオリジナル曲「クリスマスナイト」を制作。
- 1987年
  - バンド名をTHE WALLSに変更。
- 1989年
  - 1月1日、バンド名をMr.Childrenに変更。
  - 8月、後のデビュー作の音源となる初めての自主制作テープ「Hello, I Love You」を作成[4]。
- 1991年
  - 1月、バンドを見つめ直すため3か月間の活動休止[4]。
  - 『寺岡呼人&ヒズフレンズ 〜かわいい子には旅をさせろツアー〜』に参加。

### 1992年 - 2001年
- 1992年
  - 5月10日、プロデューサーに小林武史を迎え、アルバム『EVERYTHING』でMr.Childrenとしてメジャーデビュー。
  - 7月6日、『オールナイトニッポン』月曜2部（深夜3時 - 5時）のマンスリー・パーソナリティを務める。
- 1993年
  - 4月2日、tvk『Mutoma World Friday』のVJとして久保田洋司、加藤いづみと共にレギュラー出演（12月31日まで）。毎週金曜日16時45分から「横浜みなとみらい21スタジオ」[注 1]より生放送。
  - 10月2日、AIR-G'『FM ROCK KIDS』のレギュラー・パーソナリティを務める（12月25日まで）。毎週土曜日26時 - 27時55分に放送。
- 1994年
  - 所属事務所であるレコード会社「トイズファクトリー」の元社員の女性と結婚[5]。当初は発表されていなかったが、数か月後に結婚が公式に発表された。また、同年に女児が誕生。
  - 月刊カドカワ1994年4月号より連載『ささやかなる大発見』がスタート（1995年5月号まで）。
  - 4月10日、FM802『MISIC GUMBO Sunday』のDJを担当。隔週日曜夜10時、KANと交替で担当。翌年の12月10日までの担当となった。
  - 10月27日、フジテレビ系列のバラエティー番組『笑っていいとも!』のコーナー「テレフォンショッキング」に初出演。槇原敬之の紹介で出演し、桜井はKANを紹介した。
- 1995年
  - 10月、5thアルバム『深海』と6thアルバム『BOLERO』を制作するために、新宿のヒルトンホテルに約1ヶ月通い、20曲あまりもの楽曲を制作した[4]。この新曲の中から最初に形になったのが10thシングル「名もなき詩」、最終日には11thシングル「花 -Mémento-Mori-」のメロディが出来上がった。『深海』は「名もなき詩」以外をニューヨークで、『BOLERO』は一部の曲のみ10日間滞在したロンドンでレコーディングされた[4]。
- 1997年
  - 自宅の地下の作曲ルームにコンピューター・ソフト「Pro Tools」を導入。
  - 2月、写真週刊誌『FOCUS』によってギリギリガールズの吉野美佳との不倫が報道され[6]、その後も『週刊女性』や『FRIDAY』でも取り沙汰された。
  - 3月、『Mr.Children TOUR "REGRESS OR PROGRESS" '96〜'97 FINAL』の千秋楽となる3月28日の東京ドーム公演を最後に活動休止することを発表。桜井は憶測を呼んでいた解散の噂に対して、ライブのMCで「ちょっとコンビニに行っただけなのに、捜索願いが出されたようなもの」と述べた[4]。
  - 5月、以前よりメンバーはプライベート時の追っかけに悩んでおり、特に桜井はマスコミやファンが自宅や実家に来るため、雑誌のインタビューで「本当にやめてほしい」と伝え、シングルをリリースする度に頻繁に髪型を変えていたが、活動休止を発表したことで追っかけ行為が悪化したため、桜井は「次来たらミュージシャンをやめる」とファンクラブ会員向けの会報で警告した[7]。
  - 6月、活動休止している理由について、同年2月の桜井の不倫報道やプロデューサーである小林武史との不仲説が休止の理由ではないかと噂されたが、ROCKIN'ON JAPANのインタビューで「凄く長期的なスケジュールっていうのを事務所を含めてみんなで考えてて。だから『深海』を作る前から、今の『BOLERO』の計画もあったし。それが出てツアーが終わって休みに入ろうっていうことは、大体1年半か2年ぐらい前から決まってたようなことですね。」「自宅で録音してても楽しいし。ただ、やる限りは人が見てる中でどデカいことをポンとやっていって、それをやる度にもっと多くの人を巻き込んでいかなきゃいけないし、っていうことを考えてて。でもそれを一生続けていくのは物凄くツラくて。だから休みの前までに、ある一つのピークっていうのをもってこようと。そこで作っちゃって、で、ちょっと休んでから、また第二のピークみたいなのを考えていこうっていう計画があって。」と語っており[8]、同インタビューで「解散説も出てるが、ミスチルを続けるかどうかは分からない」「ミスチルの事を考える余裕はなく自分のことで頭がいっぱい」「死にたい」「『深海』の時、本当に自殺しようかと思った」とも述べ[8]、過密なスケジュールによる疲弊で精神的にも肉体的にも休息が必要だと判断し活動休止することとなった。しかし活動休止時期と桜井の不倫騒動の時期が一致しており、今もなお「不倫発覚が原因でミスチルは活動休止した」と言われているが、実際は全く関係なくただの偶然である。
  - 7月、同年2月に報道された不倫騒動について、週刊女性のインタビューで「僕が帰る家は、彼女と一緒の家です。こういうことが表ざたになって、近所とかで騒がれて今のところに住めなくなっても、これからもずっと。」「僕は、いい人なんかじゃない。自分のやっていることはわかってるつもりです。きれいごとでなく、自分が誰をいちばん傷つけているか……」と答え[9]、記者は桜井について「車を出て『全部話しますから彼女は勘弁してほしい。僕がいくらでも対応しますから。』と、嵐のなかTシャツがビショビショの状態で頭を下げられたんですね。不倫をするのは男としてよくないことだと思いますが、その姿は悔しいけどカッコよく映ったんです。」と述べた[9]。
- 1998年
  - サーフィンにハマる[4]。
  - 10月、15thシングル『終わりなき旅』を発売し、音楽活動を再開。
- 1999年
  - 1月、インタビューで休止中に何をしていたかを聞かれ、「最初は写真週刊誌をまいたりとかですね（笑）」とコメントしている[10]。また、元々「I'LL BE」を活動休止後の復活シングルとして発売するつもりだったが、桜井が納得できず、復活シングル第2弾として用意されていた「終わりなき旅」を復活シングルに決定したことも同インタビューで語られている。
- 2000年
  - 5月、初妻と離婚。翌年2001年のインタビューで「おわかりの通り、ちょっと面倒なことが抜けたんで（笑）」と語っている[11]。
  - 6月、前述の吉野と再婚[12]。
- 2001年
  - 3月16・23日、フジテレビ系列の音楽バラエティー番組『桑田佳祐の音楽寅さん 〜MUSIC TIGER〜』に2週に渡って出演し、桑田佳祐とカラオケPRIDE対決を行った。
  - 4月、TBSの開局50周年プロジェクトとして坂本龍一が呼びかけ、地雷撲滅を訴えかけるチャリティー企画ユニット・N.M.L.に参加[13]。
  - 10月9日、さいたまスーパーアリーナで開催された音楽イベント『Dream Power ジョン・レノン スーパー・ライヴ』に出演[14]。田原健一・小林武史と共に一夜限りのユニット・Acid Testとして、ジョン・レノンの楽曲「Mother」をカバーした。

### 2002年 - 2011年
- 2002年
  - 1月17日、『笑っていいとも!』の「テレフォンショッキング」に2度目の出演。窪塚洋介からの紹介で出演、桜井はスガシカオを紹介した。
  - 7月7日、フジテレビ系列の音楽番組『HEY!HEY!HEY! MUSIC CHAMP』の収録にMr.Childrenとして参加予定だったが、体調不良により出演を辞退[15]。その後、14日に埼玉県で行われたホールツアーのリハーサルには通常通り参加していたものの、ツアーの初日となる渋谷公会堂での17・18日の公演の中止・延期を前日の16日に発表した。また、22日に大阪府で開催されたライブ『MEET THE WORLD BEAT 2002』への出演も決定していたが、こちらも出演を辞退することとなった。
  - 7月22日、所属事務所より「小脳梗塞の疑い」があり、十分な静養がおよそ3ヵ月から4ヵ月必要といった旨が発表され[4]、あわせて桜井からのメッセージもホームページに掲載された。予定されていたライブツアーは全公演中止となり、年内の活動休止が発表される[16]。
  - 12月21日、音楽活動を再開、同時に一夜限りのライブ『MR.CHILDREN TOUR 2002 DEAR WONDERFUL WORLD IT'S A WONEDERFUL WORLD ON DEC 21』を開催した。
- 2003年
  - 6月、小林武史、坂本龍一らと非営利組織「ap bank」を設立（櫻井和寿名義）。
  - 11月17日、渋谷公会堂で開催された音楽イベント『Golden Circle vol.05』に出演[17]。
  - 12月25日、TBS系音楽番組『クリスマスの約束』に初出演。「言葉にできない」「タガタメ」「HERO」の3曲を披露。
- 2004年
  - 1月、ap bankの活動の一環としてBank Bandを結成（櫻井和寿名義）。
  - 1月、11thアルバム『シフクノオト』のCM撮影中に肋骨を骨折。1ヵ月程で治癒したという。
- 2005年
  - 2月28日、SHIBUYA-AXで開催された音楽イベント『Golden Circle vol.07』にシークレットゲストとして出演[17]。
  - 7月、ホワイトバンドプロジェクトに参加。クリッキングフィルムと呼ばれるキャンペーンCMに出演した[18]。
- 2006年
  - 5月31日、GAKU-MCとのコラボレーションシングル「手を出すな!」発売[19]。
  - 11月18日にZepp Tokyo、25日にZepp Osakaで開催された音楽イベント『LuckyRaccoonNight Vol.1』にKANとのユニット・パイロットとスチュワーデスとして出演。ユニットのオリジナル曲である「弾かな語り」も初披露した[20]。
  - 11月28日、SHIBUYA-AXで開催された音楽イベント『RED RIBBON LIVE 2006』にシークレットゲストとして出演[21]。桜井はこの年に配信されたRED RIBBONのスピリチュアルソング「生まれ来る子供たちのために」にボーカルとして参加していた。
- 2007年
  - 4月8日になんばHatch、9日にZepp Tokyoで開催された音楽イベント『Golden Circle vol.10』にシークレットゲストとして出演。作詞に参加した「ミュージック」も披露した[22]。
- 2008年
  - 5月26日にSHIBUYA-AX、28日にZepp Osakaで開催された音楽イベント『ラッキーラクーンナイト2』にパイロットとスチュワーデスとして出演[23]。
  - 8月8日、NHK特別番組『まもなく開幕!北京オリンピック』にコメント出演。
  - 12月15日、渋谷O-EASTで開催された音楽イベント『FOOTMARK LIVE』にシークレットゲストとして出演[24]。
- 2009年
  - 1月発売のROCKIN'ON JAPANで、2001年発売のベストアルバム『Mr.Children 1992-1995』『Mr.Children 1996-2000』をきっかけに、「90年代後半は自分のことしか見えてなかった。自分たちのエゴは置いといてリスナーと向き合おうという気持ちになった」と語っている[25]。
  - 10月2日、フジテレビ系音楽番組『僕らの音楽』に、絢香の対談ゲストとして出演[26]。
- 2010年
  - 1月10日、エコパスタジアムで開催された名波浩引退試合にFWとして出場。「君が代」独唱も行った[27]。
  - 3月13日と4月25日、KANのライブツアー『芸能生活23周年記念逆特別 BAND LIVE TOUR 2010 【ルックスだけでひっぱって】』Zepp Tokyo公演にシークレットゲストとして出演[28]。
  - 7月3・10日、NHK教育テレビ系トーク番組『佐野元春のザ・ソングライターズ』に2週に渡って出演[29]。
  - 10月24日、日本武道館で開催された音楽イベント『Golden Circle vol.15』に出演[30]。
- 2011年
  - 7月11日、テレビ東京系教養・ドキュメンタリー番組『ソロモン流』に出演。長谷部誠と対談した[31]。

### 2012年 - 2021年
- 2012年
  - 1月、坂本龍一と小林武史が中心となってスタートした東日本大震災復興支援プロジェクト・JAPAN UNITED with MUSICに参加[32]。
- 2013年
  - 3月、GAKU-MCとユニット・ウカスカジーを結成。1st配信限定シングル「でも、手を出すな!」をリリース[33]。
  - 11月9日 - 10日に日本武道館、13日 - 14日に大阪城ホールで開催された音楽イベント『Golden Circle vol.18 ～Yohito Teraoka 20th Anniversary Special～』に出演。寺岡呼人との共作「バトン」も初披露した[34]。
  - 12月25日、TBS系音楽番組『クリスマスの約束2013』に出演。小田和正との共作「パノラマの街」も初披露した[35]。
- 2014年
  - 4月12日、SHIBUYA-AXで開催されたTRICERATOPSの自主企画イベント『DINOSAUR ROCK'N ROLL 6』にシークレットゲストとして出演。桜井とTRICERATOPSのユニット・Quattro Formaggiが結成され、ユニット曲「STAND BY ME」が初披露された[36]。
- 2015年
  - 11月2日、NHKドキュメンタリー番組『プロフェッショナル 仕事の流儀』スガシカオ回にコメント出演[37]。
- 2016年
  - 7月5日に日本武道館、8月2日に大阪城ホールで開催された音楽イベント『寺岡呼人presents Golden Circle 第20回記念スペシャル ～僕と桜井和寿のメロディー～』に出演[38]。
  - 8月21日、山口きらら博記念公園で開催された音楽フェス『WILD BUNCH FEST. 2016』のチャラン・ポ・ランタンのステージに飛び入り参加（桜井は同日にウカスカジーとして出演していた）[39]。
  - 11月7日、ライブで訪れた街のCDショップに訪問する「I ♥ CD shops!」プロジェクトを開始[40]。
  - 11月、熊本地震支援のチャリティーオークション「mudef Charity Market」に、自身が実際に使用していたギターをサイン入りで出品。なお、オークションの落札金額はmudefを通して「くまもとエンタメ支援金」に寄付された[41]。
- 2017年
  - 1月13日、KANのライブツアー『弾き語りばったり #29 責任者はテクニシャン』ホルトホール大分公演にシークレットゲストとして出演[42]。
  - 7月、小林武史とReborn-Art Sessionを結成（櫻井和寿名義）。1st配信限定シングルの「What is Art?」をリリース[43]。
  - 12月23日、スペースシャワーTVで放送されたスピッツの特別番組『スピッツ結成30周年特別企画 THE HISTORY 1987→ -SPACE SHOWER TV edition-』にコメント出演[44]。
- 2018年
  - 2月7日に日本武道館、12日に大阪城ホールで開催された音楽イベント『寺岡呼人バースデーライブ50歳/50祭』に出演[45]。
  - 4月15日、ナオト・インティライミのライブツアー『こんなの初めて!! ナオト・インティライミ 独りっきりで全国47都道府県 弾き語りツアー2018』北陸電力会館 本多の森ホール公演にシークレットゲストとして出演[46]。
- 2019年
  - 7月13日に釜石市民ホールTETTO、9月23日 - 24日に塩竈市杉村惇美術館、9月30日に山野ホールで開催されたオペラ『四次元の賢治 -完結編-』に出演（声のみ）し[47][48]、劇中歌「銀河ステーション」「水晶宮ステーション」を歌唱した（櫻井和寿名義）。
  - 8月3日 - 4日に石巻市立総合体育館で開催された『Reborn-Art Festival 2019』のオープニングライブ『転がる、詩』に出演（櫻井和寿名義）[49]。
  - 8月17日、千葉マリンスタジアムで開催された音楽フェス『SUMMER SONIC 2019』の東京スカパラダイスオーケストラのステージにゲスト出演。同月発売された「リボン feat. 桜井和寿」をライブで初披露した[50]。
  - 12月21日 - 22日、MIFA Football Cafeで開催された音楽イベント『MIFA CAFE LIVE Xmas Special』に総合司会としてサプライズ出演[51]。
- 2020年
  - 12月10日、マキシマム ザ ホルモン主催のYouTube企画「ホルモンの新曲 俺ならこう歌う選手権!!後編」に参加[52][53]。
- 2021年
  - 5月14日、B'zの稲葉浩志の公式サイト『en-zine』にて初対談映像「桜井和寿×稲葉浩志 / Vocalist対談」が公開された[54][55][注 2]。
  - 5月30日、日比谷公園で開催された音楽イベント『日比谷音楽祭2021』に出演[56]。
  - 6月20日、TBS系列ドキュメンタリー番組『情熱大陸』佐藤涼子回にコメント出演[57]。
  - 7月2日、東京スカパラダイスオーケストラのライブツアー『東京スカパラダイスオーケストラ TOUR 2021 「Together Again!」』東京ガーデンシアター公演にゲスト出演[58]。
  - 8月29日、石巻市芸術文化センター大ホールで開催された『ワン・バイ・ワン・プラス～10年目のフレームより～』に出演[59][60]。
  - 9月30日、NHK『SONGS』にBank Bandとして初出演[61]。

### 2022年 -
- 2023年
  - 2月21日に日本武道館、3月28日に大阪城ホールで開催される音楽イベント『Golden Circle Special いつかの僕らの夢、星になれたかな』に出演[62]。
  - 6月4日、日比谷公園で開催の音楽イベント『日比谷音楽祭2023』に出演[63]。
- 2025年
  - 2月15日 - 16日：音楽フェスティバル『ap bank fes '25 at TOKYO DOME 〜社会と暮らしと音楽と〜』出演。

## 人物
サッカー愛好家として有名で、「ジュビロ磐田研究会」という草サッカーチームに所属しており、元ジュビロの名波浩の引退試合では国歌独唱を担当したほか、ジュビロチームとして試合に出場した。また、同じくサッカー仲間であるラッパーのGAKU-MCと共に楽曲『手を出すな!』を発表し、2013年からは音楽ユニット『ウカスカジー』を結成。さらに「怖蹴球」（サッカーコワイ）というチームに所属し、「MIFA FC」というチームでも活動している。2008年から2009年にかけてMr.Childrenのサポートメンバーを務めていたナオト・インティライミとの出会いもサッカーがきっかけである。
譜面が読めない。
1998年当時の雑誌のインタビューによれば、好きな曲ベスト10（順不同）は、KANの「MAN」、中島みゆきの「二隻の舟」、the pillowsの「ストレンジカメレオン」、スガシカオの「黄金の月」、浜田省吾の「家路」、UNICORNの「雪が降る街」、ECHOESの「SOME ONE LIKE YOU」、Mr.Childrenの「【es】 〜Theme of es〜」、玉置浩二の「MR.LONELY」、志賀正浩の「わんぱく宣言」。
初めて読んだ本は「ドラえもん」、初めて聴いた音楽は「宇宙戦艦ヤマトのサウンドトラック」。
生まれ変わるとしたら「サル」で、それは「人間から理性を引いて野生をプラスしたようなそんな動物だから」だという。
ツアー中の体調管理について、次の日程まで大きく間が空く際はメンバーと食事に行くこともあるが、そうでない場合はケータリングで夕食をとり、そのままホテルに帰ることがほとんどであるという。
息子はドラマー兼俳優の櫻井海音。
ダボス会議（世界経済フォーラム）2009年度ヤング・グローバル・リーダーの一人。

## 音楽性
楽曲は、詞よりも先に曲が生まれることが殆どであるという。2010年のインタビューでは「そのメロディが頭の中で出来て、なんとなくキーを決めて、で、自分の口で適当なラララであったり適当な英語であったり・・叫んでるその口の開き方とかその声のかすれ方でこれは怒りなのか優しさなのか、その音から自分はもらうんですね」、2020年のインタビューでは「僕の曲の作り方としては、まずメロディが頭の中で鳴って、それがどういう感じで声を発しているかをイメージするんです。声のイメージが優しければ優しい言葉が付くし、叫ぶ感じであれば、怒りなのか苦しみなのか、そういう感情を表現する言葉になっていく。メロディだけではなく、そのメロディを歌っている自分の声が鳴っていて、その中にある感情を通訳するような感じで歌詞を書いている。」と語っている。
楽曲制作について、2004年のインタビューでは「音楽を作ってるというのはちょっと違って『自分を通して音楽が降りてくる』と言う感覚」、2015年のインタビューでは「歌詞書く作業は乗ってくると凄い、自分でも思いもよらなかったことを書いてる瞬間があって。自分は本当に天才なんじゃないかと思う瞬間がある。」と語っている。また、映画『バケモノの子』の監督の細田守との対談では「できるだけ作るということから遠いところに自分の意識を置くほうがよくて。自転車乗っているときとかお風呂に入っているとき、まったく何も余計なことを考えていないときに、ふとメロディーが流れ出すんですよね。」「夢占いってあるじゃないですか。見た夢が人間の潜在意識のなかでどういう意味を持つのかがわかる占い。あれとすごく似ているかもしれないです。」と述べた。
歌詞について、「そもそも1番というのは、聴いてくれる人の耳に飛び込んでいく表現が必要で、そこで手を差しのべて、もし自分の手を握り返して好きになってくれたのなら、今度は2番で、より深く伝えたいことを書くようにしている」と語っている。また、2004年に『WHAT's IN?』の創刊200号記念特別企画で行われた宇多田ヒカルとの対談では「自身が書いた歌詞が予言めいたものになる経験が結構ある」と互いに共感していた。
自身にとって音楽は「宗教みたいなもの」であるといい、反戦などのメッセージ性を込めた楽曲も制作しているが、自身がMCなどでそうしたメッセージを表明をすることには否定的で、「ミュージシャンがライヴ会場などでメッセージを発信する、みたいなのも、自分が信頼されてんのは、自分に降ってきた音楽があってこその信頼なのに、それを勘違いして、自分が信頼されてると思って、自分の言葉を発信するみたいなことが謙虚じゃないなって気がして。だから音楽に向き合って、音楽に誠実にいたい」と理由を述べている。
基本的にボーカル、ギターを担当することが殆どだが、Mr.Childrenの楽曲「Reflection」ではピアノを演奏している。また、2000年ごろからピアノで作曲をすることも増え、インタビューでは「とにかくもう、何にも考えないで良い曲を作ろうと。で、ピアノ買って。ギターだとどうしてもコードがあって、コードの上にのっかるみたいな、これは１つのバンドなんですよね。まずピアノで曲を書くようにしようと思って。そこから全てが始まりましたね。」と語っている。さらに、ウカスカジーの楽曲「でも、手を出すな!」や「勝利の笑みを 君と」ではベースを、「My Home」ではオルガンを担当。その他にもドラムスを演奏する様子が映像作品『regress or progress '96-'97 DOCUMENT』内で確認できる。
社会現象になり大ブレイクを果たした1994年から1997年までの時期は「ミスチル現象」とも呼ばれ、桜井は自身に対するアイドル視を悩んでいた。当時、そのような"現象"についてどう思うか聞かれ「どんなに売れようがギャーギャー言われようが、そのことが嬉しいとか、そのことに対して何を思うとか、それはないですね。こうした『現象』を、けっこう僕らって、冷静に見てるもんなんですよね。人気もセールスも、やがて落ちていくもの。今が『異常』なんだという考え方だって、できるかもしれない。」とコメントしている。また、2001年のインタビューでは「プロでやると『スター稼業』というのがあるじゃないですか。それがホントにイヤでしょうがなかったというか。」「ファンからキャーキャー言われて自分が天狗になるのが嫌だった」「成功を収めたことですごく何かが、自分の中での物事に対する考え方が変わって」とも振り返っている。
2015年のインタビューで今の音楽についてどんな印象を抱いているのかを聞かれ、自身の子どもが「カゲロウプロジェクト」が好きなためPVを見る機会があり、VOCALOIDについて「それらは情報量や刺激が多くて違うプロレス団体を見ている感じがするが、自分の中で取り込めない分野ではない」と話し、昨今のランキング上位をアイドルが占める現状について「それまでブロマイドを売っていた職種の人たちがCDを売ったというだけの話であり、音楽界の話ではない」とコメントし、話題となった。なお、アイドルに関しては「どう捉えていいのかよく分からない」とも語っている。
2015年から2016年にかけて自らのボーカルの好不調の波を実感することが多く、「それまでの僕は、テクニックで歌うタイプではなく、心に寄り添う歌を大切にしてきた。でも、気分が乗らずに声も出ない、ということも経験した。」といい、ボイス・トレーニングを行うようになった。2020年11月30日放送の日本テレビ系『news zero』で嵐の櫻井翔と対談した際には、「僕、20年ぐらい前までは結構調子に乗っていて『シンガーとして日本代表というものがもし選考されるとしたら、絶対選ばれるだろうな』と思っていたんですよ。ところがここ最近のうまいシンガーを目の当たりにして『俺、絶対に無理』って5年ぐらい前に思ったのかな。そこからボイストレーニングの先生について歌を習って。『スタメンじゃないけど、入れてもらえるんじゃないかな』ぐらいな自信にやっと戻ってきました。」と明らかにした。
影響を受けたミュージシャンは浜田省吾、甲斐バンド、サザンオールスターズ、岡村靖幸、ECHOES、ユニコーン、長渕剛、尾崎豊、KAN、玉置浩二、レディオヘッドなど。なかでも浜田への憧憬は相当なもので、子供の頃からコンサートに通って部屋にスポットライトを作って真似をしたエピソードを紹介したり、浜田との対談で「世界でいちばん浜田さんの物真似が上手いミュージシャン」を自称したりした。音楽イベント『ap bank fes '05』でゲスト出演した浜田を「僕が中学の時から憧れてた人です」と紹介した。サザンオールスターズ（桑田佳祐）に関しては、「サビへの盛り上げ方は桑田さんから」と、音楽性に多大な影響を受けたことを公言している。特にMr.Childrenの楽曲「しるし」のサビのメロディについては、サザンの楽曲「TSUNAMI」のサビのメロディとの近似性がマーティ・フリードマンによって指摘されている。また、桑田のソロアルバムの中では『孤独の太陽』が好きであり、その中でも「漫画ドリーム」を特に気に入っている。一方の桑田も桜井のことを「個人的に日本で一番才能があるライターでありシンガーです」と高く評価している。ECHOESに関しては初期の曲をほとんどコピーし、THE WALLS時代の楽曲はその影響を色濃く受けている。ユニコーンはアマチュア時代に出場したオーディションのゲストで観て「ユニコーンの"華"を自分なりに研究した」「アレンジ面で大きな影響を受けた」などと話している。KANに関してはライブのMCで「メロディに関して物凄く影響を受けている部分がある」と語ったことがある。
BUMP OF CHICKENとスガシカオは熱心に聴いたり歌ったりするほど好きで、特に（レーベルメイトでもある）BUMP OF CHICKENに関しては「人生で最も好きになったバンド」などと発言しているほか、2000年代の自らを最も象徴する曲として「ロストマン」を挙げ、「いっつも、ことあるごとに歌ってる」と告白している。「ファスナー」はスガの作風を意識して作曲されており、スガのアルバム『SugarlessII』内にも共演したものが収録されている。
西野カナに関して、2010年のインタビューで「声がいい。声量がありすぎないからバランスがいい。」「ラジオで流れていいなと思うと、やっぱりこの子かと耳に止まる」と絶賛していた。また、2014年のインタビューでは「好きを通り越して尊敬の念を抱いている」「本番でつい余計な力が入り、不安定になることが多い自分と比べ、彼女はCDクオリティでライブやテレビで歌えるという凄さを持っている」と語った。
アイドルグループである乃木坂46のアルバム収録曲「きっかけ」について、2016年のインタビューで「小林武史プロデュースのミスチル的なアレンジを感じる」と語っている。

## ギター

### アコースティックギター
- Fender FSR Kingman™ SE Fiesta Red
- Gibson
  - Gibson J-45 1968 Cherry Red
  - Gibson J-45 Vintage Sunburst
  - Gibson J-180
  - Gibson J-200
  - Gibson L-00
  - Gibson SJ-200 Trans Blue
- Guild S4CEHR
- Ibanez AE900
- Larrivee L-10 Mucha Lady Natural
- Martin
  - Martin 000C16-GTE
  - Martin D-28 Marquis
  - Martin D-45
- Nik Huber Dolphin II
- Ovation CE2000-NFM
- Stafford SAD-2000
- Versoul（フィンランド語版）
  - Versoul Buxom6 Jumbo "Gold Label" Blue Custom
  - Versoul Buxom6 Minor Cutway "Gold Label"
- Yairi Guitar
  - Alvarez Yairi YD-65E
  - K.YAIRI AY-65
- YAMAHA
  - YAMAHA LJ26
  - YAMAHA LJ66 Custom

### エレキギター
- Crews
  - Crews Maniac Sound OSA-60 Bg Cadillac Green
  - Crews Maniac Sound ST-60 Burgundy
  - Crews Maniac Sound VINTAGE LINE ST-63
- Fender
  - Fender Japan Jazzmaster J.Mascisモデル
  - Fender Japan TL-69 Blue flower
  - Fender Stratocaster Eric Claptonモデル
  - Fender Telecaster
  - Fender Telecaster Thinline
  - Fender Telecaster custom shop
  - Fender Acoustasonic Player Telecaster
- Freedom RED PEPPER Brown
- Gibson
  - Gibson BYRDLAND
  - Gibson Chet Atkins Country Gentleman
  - Gibson Crimson Byrdland Midnight Blue
  - Gibson ES-330 Beale Street Blue
  - Gibson ES-335 Diamond
  - Gibson Les Paul Custom Tobacco Sunburst
  - Gibson Les Paul Deluxe Red Sparkle
  - Gibson Les Paul Jr.DC
  - Gibson Les Paul Standard Black
  - Gibson Les Paul Standard Ruby Red
  - Gibson Les Paul Standard Aqua Blue
  - Gibson Les Paul Studio
  - Gibson Les Paul Studio Alpine White
- Guitars・R・US
  - Guitars・R・US Telecaster All Rose
  - Guitars・R・US Telecaster Blue flower
- Gretsch
  - Gretsch Country Gentleman
  - Gretsch Duo jet 6128-57
  - Gretsch White Falcon 6136
- G&L
  - G&L Asat Special Silver Flake
  - G&L Asat special John Jorgensonモデル
- James Tyler Classic Special Edition Red
- K&T Teagur
- momose Custom-Craft Guitars Premium MT-軽井沢彫
- Seymour Duncan Telecaster バタースコッチブロンド 50sタイプ
- Sugi DS496
- Versoul HENRY MODEL

### アンプ
- Bedrock bc-50
- Fender Twin Reverb
- Johnson JM150
- KOCH（モデル不明）
- PETERSON P100G
- Vox AC-30

## 参加・提供作品
Mr.Children・Bank Band・ウカスカジー・Reborn-Art Sessionの作品は該当ページ参照。
| 発売日         | 曲名                                                     | アーティスト名                                                   | 収録                                                                 | 備考 |
| -------------- | -------------------------------------------------------- | ---------------------------------------------------------------- | -------------------------------------------------------------------- | --- |
| 1994年4月1日   | 女神（エロス）                                           | 藤井フミヤ                                                       | シングル「女神（エロス）」                                           | 作曲。 |
| 1995年11月1日  | 12月のメリーゴーランド                                   | 寺岡呼人                                                         | シングル「12月のメリーゴーランド」                                   | 寺岡と共に作曲。 |
| 1995年12月1日  | これが僕の愉快なヒューマンライフ                         | 寺岡呼人                                                         | アルバム『GOLDEN CIRCLE』                                            | 作詞。翌年「これが僕の愉快なヒューマンライフ」としてシングルカットされた。 |
| 1998年3月5日   | Oxanne −愛しのオクサーヌ−                                | KAN                                                              | アルバム『TIGERSONGWRITER』                                          | コーラス、ギター（キヌガサマサト名義）で参加。 |
| 2001年4月25日  | ZERO LANDMINE                                            | N.M.L.                                                           | シングル「ZERO LANDMINE」                                            | ボーカルで参加。 |
| 2001年11月28日 | Bless you, Thank you                                     | SUNNY                                                            | シングル「Bless you, Thank you」                                     | 作詞。 |
| 2001年12月14日 | Mother                                                   | Acid Test                                                        | 配信限定                                                             | 田原健一・小林武史とのユニット・Acid Testとしてジョン・レノンの「Mother」をカバー。 |
| 2002年2月16日  | はじめの一歩                                             | SUNNY                                                            | シングル「はじめの一歩」                                             | SUNNYと共に作詞。 |
| 2003年11月17日 | 競争る為にだけ生まれてきた訳じゃねぇ                     | 寺岡呼人                                                         | シングル「競争る為にだけ生まれてきた訳じゃねぇ」                     | 作詞、寺岡と共に編曲。 |
| 2005年9月30日  | Mother                                                   | Acid Test                                                        | ジョン・レノンのトリビュート・アルバム『HAPPY BIRTHDAY, JOHN』       | 前述の「Mother」の初CD化となる。 |
| 2006年5月31日  | 手を出すな!                                              | GAKU-MC / 桜井和寿（Mr.Children）                                | シングル「手を出すな!」                                              | GAKU-MCとのコラボレーション。 |
| 2006年12月1日  | 生まれ来る子供たちのために                               | TERU (GLAY)、桜井和寿 (Mr.Children)、絢香、加藤ミリヤ            | 配信限定                                                             | RED RIBBON LIVE 2006スピリチュアルソング「生まれ来る子供たちのために」にボーカルで参加。 |
| 2007年2月7日   | くるみ                                                   | 甲斐よしひろ                                                     | アルバム『10 Stories』                                               | コーラスで参加。 |
| 2007年7月11日  | ミュージック                                             | Golden Circle feat. 寺岡呼人・松任谷由実・ゆず                   | シングル「ミュージック」                                             | 松任谷・寺岡・ゆずと共に作詞。 |
| 2007年9月12日  | 君が降りてきた夏                                         | 三宅伸治 & 桜井和寿（Mr.Children）                               | 三宅伸治のアルバム『つづく』                                         | ボーカルで参加。 |
| 2007年11月28日 | RED RIBBON Spiritual Song 〜生まれ来る子供たちのために〜 | AIDS チャリティ Project                                          | シングル「RED RIBBON Spiritual Song 〜生まれ来る子供たちのために〜」 | 小田和正・RYO（ケツメイシ）・若旦那（湘南乃風）と共に作詞。 |
| 2010年10月20日 | フォーエバーヤング                                       | 桜井和寿 (Mr.Children)・寺岡呼人・ゆず                           | コンピレーション・アルバム『Golden Circle』                          | 寺岡と共に作詞・作曲、ボーカルで参加。 |
| 2011年2月23日  | 月夜のハイウェイドライブ                                 | 桜井和寿 (Mr.Children)                                           | 仲井戸麗市のトリビュート・アルバム『OK!!! C'MON CHABO!!!』           | ボーカルで参加。 |
| 2011年7月13日  | 青空                                                     | Salyu                                                            | シングル「青空/magic」                                               | 作詞・作曲、アコースティック・ギターも演奏している。 |
| 2011年8月10日  | ファスナー <with 桜井和寿 (Mr.Children)>                 | スガシカオ                                                       | アルバム『SugarlessII』                                              | ボーカル、ギターで参加。 |
| 2012年3月7日   | All You Need Is Love                                     | JAPAN UNITED with MUSIC                                          | シングル「All You Need Is Love」                                     | ボーカルで参加。ミュージック・ビデオにも出演している。 |
| 2014年5月10日  | バトン                                                   | 寺岡呼人                                                         | シングル「バトン」                                                   | 寺岡と共に作詞。 |
| 2014年7月15日  | 忘れられぬミュージック                                   | ゆず / ももいろクローバーZ / back number / 大原櫻子 & 松任谷由実 | 配信限定                                                             | 松任谷・寺岡・ゆずと共に作詞。 |
| 2014年12月10日 | STAND BY ME                                              | Quattro Formaggi                                                 | TRICERATOPSのアルバム『SONGS FOR THE STARLIGHT』                     | TRICERATOPSとのユニット・Quattro Formaggiによる楽曲。 |
| 2016年2月3日   | 安息                                                     | KAN                                                              | アルバム『6×9=53』                                                   | 作詞。 |
| 2016年8月3日   | バトン feat. 桜井和寿                                    | 寺岡呼人                                                         | アルバム『COLOR』                                                    | 寺岡と共に作詞、ボーカルで参加。 |
| 2017年12月20日 | ソングライター                                           | 桜井和寿 (Mr.Children)                                           | 三宅伸治のトリビュート・アルバム『ソングライター』                   | ボーカルで参加。 |
| 2017年12月20日 | JUMP                                                     | 21voices & NICE MIDDLE with NEW BLUE DAY HORNS                   | 三宅伸治のトリビュート・アルバム『ソングライター』                   | ボーカルで参加。 |
| 2018年2月7日   | 秘密戦隊☆ゴジュウレンジャー feat. 桜井和寿               | 寺岡呼人                                                         | アルバム『LOVE=UNLIMITED』                                           | ボーカル、コーラスで参加。 |
| 2018年12月12日 | Amor y sol with 桜井和寿                                 | ナオト・インティライミ                                           | アルバム『「7」』                                                    | ナオトと共に作詞し、ボーカル、コーラスで参加。ミュージック・ビデオにも出演している。 |
| 2019年8月7日   | リボン feat. 桜井和寿                                    | 東京スカパラダイスオーケストラ                                   | シングル「リボン feat. 桜井和寿」                                    | ゲストボーカルとして参加。ミュージック・ビデオにも出演している。 |
| 2020年4月29日  | あなたへ                                                 | スガシカオ                                                       | YouTube限定                                                          | スガが新型コロナウイルス感染症 (COVID-19) に関わる医療従事者のために制作した楽曲で、岡野昭仁（ポルノグラフィティ）と共にボーカルで参加。                                                       |
| 2020年8月12日  | smile                                                    | Twenty★Twenty                                                    | シングル「smile」                                                    | 作詞・作曲（櫻井和寿名義）。 |
| 2020年12月30日 | ラストバラード                                           | Quattro Formaggi                                                 | TRICERATOPSのトリビュート・アルバム『TRIBUTE TO TRICERATOPS』        | TRICERATOPSとのユニット・Quattro Formaggiによるカバー。 |
| 2021年10月13日 | 東京協奏曲                                               | 宮本浩次 × 櫻井和寿 organized by ap bank                         | 宮本浩次のアルバム『縦横無尽』                                       | 宮本とのコラボレーション。Bank Bandのベスト・アルバム『沿志奏逢4』に収録。ミュージック・ビデオにも出演している。                                                                               |
| 2021年11月10日 | リボン feat. 桜井和寿                                    | 東京スカパラダイスオーケストラ                                   | ミニアルバム『S.O.S. [Share One Sorrow]』                            | 2021年7月2日に開催されたツアー『東京スカパラダイスオーケストラ TOUR 2021 「Together Again!」』東京ガーデンシアター公演での音源。CD+Blu-ray盤、CD+DVD盤には本楽曲のライブ映像も収録されている。 |
| 2021年11月10日 | innocent world with 桜井和寿                             | 東京スカパラダイスオーケストラ                                   | ミニアルバム『S.O.S. [Share One Sorrow]』                            | 2021年7月2日に開催されたツアー『東京スカパラダイスオーケストラ TOUR 2021 「Together Again!」』東京ガーデンシアター公演での音源。CD+Blu-ray盤、CD+DVD盤には本楽曲のライブ映像も収録されている。 |
| 2025年5月28日  | 雨が止んだら                                             | 日比谷ブロードウェイ                                             | シングル「雨が止んだら」                                             | 「日比谷音楽祭」のために書き下ろした楽曲。日比谷ブロードウェイによる歌唱で初披露された。 |